# بحث الإنسان عن المعنى
بحث الإنسان عن المعنى (أو الهدف)، هو كتاب صدر عام 1946 بقلم فيكتور فرانكل يسرد تجاربه بصفته سجينًا في معسكرات الاعتقال النازية خلال الحرب العالمية الثانية، ويصف أسلوب العلاج النفسي الذي اتبعه، المتضمن تحديد هدف في الحياة ليشعر بالإيجابية تجاهه، ثم تخيل هذه النتيجة بصفة غامرة. وفقًا لفرانكل، فإن الطريقة التي يتخيل فيها السجين المستقبل تؤثر في طول عمره. ينوي الكتاب الإجابة على السؤال: كيف انعكست الحياة اليومية في معسكرات الاعتقال في ذهن السجين العادي؟، يشكل الجزء الأول من الكتاب تحليل فرانكل لتجاربه في معسكرات الاعتقال، بينما يقدم الجزء الثاني أفكاره عن الهدف ونظريته المسماة logotherapy.
وفقًا لمسح أجراه نادي كتاب الشهر ومكتبة الكونغرس، ينتمي كتاب بحث الإنسان عن المعنى إلى قائمة الكتب العشرة الأكثر تأثيرًا في الولايات المتحدة.وقت وفاة المؤلف في عام 1997، بيعت أكثر من 10 ملايين نسخة، وتُرجم إلى 24 لغة.

## التجارب في معسكر الاعتقال
حدّد فرانكل ثلاث ردود فعل نفسية يعاني منها جميع السجناء بدرجة أو بأخرى: (1) الصدمة في أثناء مرحلة الدخول الأولي إلى المعسكر.
(2) اللامبالاة بعد التعود على الوجود في المعسكر، وفيه لا يُقدِّر السجين سوى ما يساعده هو وأصدقاءه على النجاة.
(3) ردود أفعال تشتت الشخصية والتشوه الأخلاقي والمرارة وخيبة الأمل إذا نجا وتحرر.
توصل فرانكل إلى أن معنى الحياة موجود في كل لحظة من حياتنا. لا تتوقف الحياة أبدًا عن أن يكون لها معنى، حتى في المعاناة والموت. في جلسة علاج جماعي خلال صيام جماعي فُرِض على زملائه في المخيم في محاولة لحماية زميل مجهول من العقاب المميت من قبل السلطات، قدم فرانكل فكرة أنه بالنسبة لكل شخص يعاني من حالة مزرية، هنالك شخص يفكر فيك، صديق، أو أحد أفراد الأسرة، حتى الله ينظر، الذي يريد منك ألا تصاب بخيبة أمل. توصل فرانكل من تجربته أن ردود الفعل النفسية للسجين ليست فقط نتيجة لظروف حياته، ولكن أيضًا من حرية الاختيار التي يتمتع بها دائمًا حتى في المعاناة الشديدة. يعتمد التمسك الداخلي للسجين على نفسه الروحية على أن يكون لديه أمل في المستقبل، وأنه فور أن يفقد السجين هذا الأمل، فإنه محكوم عليه بالفناء.
توصل فرانكل أيضًا إلى أنه لا يوجد سوى جنسان من الرجال، الرجال المحترمون وغير المحترمين، لا يوجد مجتمع خالٍ من أي منهما، وكذلك كان هناك حراس نازيون محترمون، وسجناء غير محترمين، وأبرزهم الكابوkapo  الذين كانوا يعذبون زملائهم السجناء، ويسيئون معاملتهم لتحقيق مكاسب شخصية.
يصف المقطع الختامي للجزء الأول رد الفعل النفسي للسجناء على تحريرهم، الذي يقسمه إلى ثلاث مراحل:
المرحلة الأولى هي نزع الشخصية:
إنها فترة إعادة التكيف، إذ يعود السجين تدريجيًا إلى العالم. في البداية، كان السجناء المحررين مخدرين لدرجة أنهم غير قادرين على فهم معنى الحرية، أو الاستجابة لها عاطفيًا. جزء منهم يعتقد أنها وهم أو حلم سيؤخذ منهم. أدرك السجناء، في أول مرة لهم خارج سجنهم السابق، أنه لا يمكنهم  استيعاب السرور. الزهور وحقيقة الحرية التي حلموا بها لسنوات كانت كلها تفوق الواقع، ولا يمكن لشخصياتهم المشتتة أن تستوعبها.
الجسم هو أول عنصر يخرج من هذه المرحلة، إذ يستجيب للشهية الكبيرة للأكل والرغبة في مزيد من النوم. فقط بعد التجديد الجزئي للجسم يصبح العقل قادرًا أخيرًا على الاستجابة، وفجأة يشعر بكسر الأغلال الغريبة التي قيدته.
المرحلة الثانية، وتبدأ عندما يوجد خطر حدوث تشوه:
عندما يجري تحرير الضغط الشديد على العقل، يمكن أن تتعرض الصحة العقلية للخطر. يستخدم فرانكل تشبيه الغطاس الذي أطلِق فجأة من غرفة الضغط الخاصة به.
عند العودة إلى المنزل، كان على السجناء أن يواجهوا تجربتين أساسيتين يمكن أن تضر أيضًا بصحتهم العقلية: المرارة، وخيبة الأمل.
المرحلة الأخيرة، هي المرارة بسبب عدم استجابة العالم الخارجي:
السطحية وقلة الشعور مقرفة جدًا لدرجة أن المرء يشعر وكأنه يزحف إلى حفرة، ولم يعد يسمع أو يرى البشر. الأسوأ من ذلك، هو خيبة الأمل، التي تتمثل باكتشاف أن المعاناة لا تنتهي، وأن السعادة التي يجري التوق إليها لن تأتي. كانت هذه تجربة أولئك الذين مثل فرانكل عادوا إلى ديارهم ليكتشفوا أن لا أحد ينتظرهم. لقد ذهب الآن الأمل الذي ظل قائمًا طوال فترة وجودهم في معسكر الاعتقال. يستشهد فرانكل بهذه التجربة بوصفها الأكثر صعوبة للتغلب عليها.
مع مرور الوقت، أصبحت تجربة السجين في معسكر الاعتقال لا شيء في النهاية، ومع ذلك فهي كابوس لا يُنسى، فضلًا عن ذلك فإنه يؤمن أنه لم يعد لديه ما يخافه بعد الآن إلا إلهه.

## أنظر أيضًا
- معنى الحياة
- عن معنى الحياة
- إيكيغاي